# 4-溴亚苄基氨基甲酸叔丁酯
4-溴亚苄基氨基甲酸叔丁酯是一种酯类有机物，化学式为C12H14BrNO2。它可由N-[(4-溴苯基)(苯磺酰基)甲基]氨基甲酸叔丁酯和碳酸铯在二氯甲烷中回流反应制得。
它和双频哪醇二硼在催化下反应，可以得到N-[(4-溴苯基)(频哪醇硼基)甲基]氨基甲酸叔丁酯。